# Heliothryx
Heliothryx és un gènere d'ocells de la subfamília dels politmins (Polytminae) dins la família del troquílids (Trochilidae). Aquests colibrís habiten Mesoamèrica i Amèrica del Sud.

## Taxonomia
Segons la Classificació del Congrés Ornitològic Internacional (versió 14.1, 2024) aquest gènere està format per dues espècies:
- colibrí fada orellut (Heliothryx auritus).
- colibrí fada coronat (Heliothryx barroti).